# 劳琳·马克
劳琳·马克（英語：Lauryn Mark，1980年4月15日—），澳大利亚女子射击运动员。她曾代表澳大利亚参加2002年、2006年和2014年英联邦运动会射击比赛，获得一枚金牌和一枚银牌。